# Complete Care4you
Complete Care4you (укр. Комплі́т Ке́еФоЮ) — це мобільний застосунок, створений для людей, що живуть з ВІЛ та проходять АРВ-терапію, протитуберкульозну терапію, та замісну підтримувальну терапію (ЗПТ). Застосунок призначений для покращення організації лікування та контролю цих хвороб за рахунок доступу пацієнта до власної медичної інформації, а також організованої АРВ-терапії та терапії туберкульозу.  Застосунок був розроблений БО «100% Життя» у партнерстві з ДУ «Центр громадського здоров’я МОЗ України» за підтримки Надзвичайної ініціативи Президента США з надання допомоги у боротьбі з ВІЛ/СНІД (програми President's Emergency Plan for AIDS Relief — PEPFAR).  Після розробки застосунок був переданий ДУ «Центр громадського здоров’я МОЗ України».

## Історія
У березні 2018 року було випущено застосунок 100% LIFE створений пацієнтами,  за ініціативи БО  «100% Життя» за фінансування програми PEPFAR. 100% LIFE був створений як персональний органайзер для підтримки конфіденційного управління здоров'ям що дозволяє записатися на прийом до лікаря, отримувати нагадування про необхідність здачі аналізів та прийом ліків, а також надання рекомендацій щодо здорового способу життя в двох режимах — офлайн та онлайн. Застосунок був інтегрований з інформаційною системою моніторингу соціально небезпечних захворювань (ІС МСЗХ).
Мобільний застосунок Complete Care4you було створено на основі мобільного застосунку 100% LIFE. Наприкінці 2022 року за фінансування програми PEPFAR та у співпраці з ДУ ЦГЗ та Центрами контролю та профілактики захворювань США (CDC) було розроблено перелік вимог до застосунку та вирішено створити Complete Care4you.

## Функціонал
Complete Care4you надає користувачам можливість переглядати аналізи, бачити динаміку результатів лікування у вигляді графіків, в тому числі відстежувати рівень вірусного навантаження, переглядати призначення лікаря, отримувати нагадування про прийом ліків та візити до лікаря, мати доступ до плану лікування та історії прийомів, а також зберігати ID номер і всі призначення при зміні медичного закладу.  Застосунок можна використовувати у випадках проходження курсу терапії для декількох хвороб одночасно. Застосунок доступний для iOS та Android, для його активації необхідно пройти верифікацію в медичному закладі. Конфіденційності забезпечують шифрування, біометрична авторизація та PIN-код для захисту даних. Процедуру верифікації пацієнта проводить лікар.

## Зовнішні посилання
- Офіційний сайт
- Сайт БО «100% Життя»
- Протидія ВІЛ в Україні
- Центр громадського здоров’я МОЗ України
- Невизначуваний рівень вірусного навантаження

- Complete Care4you у базі знань ЦГЗ МОЗ України